# Королёв, Тимофей Павлович
Тимофей Павлович Королёв (род. 20 июля 2003, Москва, Россия) — российский  хоккеист.

## Биография
Родился в 2003 году в Москве, с 2012 года участвовал в юношеских соревнованиях, представляя местные команды, а с 2013 года — ярославский «Локомотив». Дебютировал в НМХЛ в сезоне 2020/21 в составе череповецкого «Металлурга», в сезоне 2021/22 перешёл в череповецкий «Алмаз», выступавший в МХЛ, по ходу этого и следующего сезонов — привлекался в состав клуба КХЛ «Северсталь». Сезон 2023/24 начал в ХК «Тамбов», выступающем в ВХЛ, завершил его в одноимённом молодёжном клубе из Мичуринска в НМХЛ. В сезоне 2024/25 заключил контракт с вошедшей в ВХЛ кирово-чепецкой «Олимпией».